# صفه
در خراسان به هر فضای سرپوشیده‌یی اعم از پوشش منحنی یا تخت صُفّه یا چفته می‌گفتند و در جاهای دیگر به ایوان‌ها و تالارهایی که با طاق پوشیده شده باشند گفته می‌شد. سکوی بدون سقفی که سطح آن بالاتر از سطح حیاط است و معمولاً در جلوی فضاهای بسته قرار می‌گیرد.